# Теплота утворення поверхні
Теплота утворення поверхні (англ. latent formation heat, нім. latente Bildungswärme f): 
- 1. Приріст ентальпії системи, пов’язаний з утворенням 1 см2 нової поверхні внаслідок подрібнення твердих частинок (зокрема мінеральної сировини).
- 2. Приріст ентальпії системи, пов’язаний з утворенням 1 см2 нової поверхні під дією сил поверхневого натягу.